# メドックAOC

メドックの主要ワイン産地

メドック（フランス語：Le vignoble du Médoc）は、フランスのアキテーヌ地域圏ジロンド県にあるボルドーの赤ワイン産地である。

## AOC
メドックはAOCが認められている。ボルドー市の北から河口までの、ジロンド川の左岸を占める区域である。
サンテステフ村から上流域（南側）をオー・メドックHaut-Médoc, それより下流域をバ・メドックBas-Médocといい、高品質のワインを産するのは前者で、独自のAOCを持っている。オー・メドック地区には、さらに規制の厳しい村名AOCを名乗る産地が6つ（サンテステフAOC、ポイヤック、サン＝ジュリアンAOC、マルゴーAOC、ムリス、リストラック＝メドックAOC）ある。
カベルネ・ソーヴィニョン、メルロー、カベルネ・フラン、プティ・ヴェルド、マルベックなどのぶどう品種から作られるワインは、濃いルビー色で、ヴァイオレット、ブルーベリー、あるいは黒い果物のようなと言われる深い香りと、タンニン（渋み）のよく利いた芳醇な味わいをもち、長期の熟成に最もよく耐えるワインと言われている。良いヴィンテージのものは熟成に20年以上かかるとされる。

## メドックワインの格付け
1855年、61の生産者に1級から5級までの格付けが行われ、1級にポイヤックのシャトー・ラトゥールChâteau Latourとシャトー・ラフィット・ロートシルトChâteau Lafite Rothschild, マルゴーのシャトー・マルゴーChâteau margaux, グラーヴ地区のシャトー・オー・ブリオンChâteau Haut-Brionが指定された。その後、1973年の改正で、2級だったシャトー・ムートン・ロートシルトChâteau Mouton Rothschildが1級に昇格した。この格付けの下にブルジョワ級Cru Bourgeoisがある。